# Виолета Гиндева
Виолета Панайотова Гиндева е българска театрална и филмова актриса.

## Биография
Родена е на 14 юни 1946 г. в Сливен. Дъщеря е на професора по философия Панайот Гиндев. Първото ѝ докосване до театъра е чрез опитите за детско театрално представление в двора на баба ѝ в кв. Клуцохор, като саморъчно изработва декорите и куклите. Завършва актьорско майсторство за драматичен театър в класа на професор Желчо Мандаджиев във ВИТИЗ през 1968 г.
Играе в Драматичен театър „Сава Огнянов“ Русе (1968 – 1969), Народен театър „Иван Вазов“ (1969 – 1971), Театър „София“ (1971 – 1974), Народен театър „Иван Вазов“ (1974 – 1993; 2015 – 2019), Нов драматичен театър „Сълза и смях“ (1994 – ?), Театър 199. Директор на кафе-театъра в кафе-бар „София“ от 1998.
Член на СБФД (1973), на БСП – ВПС (1990).
Участва в като статистка в „Отклонение“ и има малка роля в „Един снимачен ден“. Нейният пробив в киното идва „Иконостасът“ (по „Железният светилник“ и част от „Преспанските камбани“). Там тя изиграва ролята на Катерина. За изпълнението си печели най-добра награда на Варненския кинофестифал (1968), а само след няколко месеца и в играе и в „Князът“. 
Партнира на Стефан Данаилов и Йосиф Сърчаджиев в „Черните ангели“ на режисьора Въло Радев през 1970 г. Първообраз на героинята ѝ е Виолета Якова.
През 1970 г. по време на репетициите на „Почивка в Арко Ирис“, Гиндева разбира че е бременна, но когато съобщава новината на режисьора Филипов, той побеснява. Вече е канил Иван Кондов и Апостол Карамитев да играят в постановката му, но те му отказват. Пиесата е посветена на петия конгрес на БКП и е от изключително значение. Директорът на театъра Александър Гетман събира директорския съвет и поставя условие на Гиндева – „Ние решихме, че ти трябва да абортираш!“. Това вбесява Гиндева до такава степен, че тя му отвръща: „Сега разбирам защо вашият син се е самоубил“. Tя решава да запази детето си, напуска Народния театър и започва да играе в театър „София“.
През 1971 г. я канят за продължението на „Всеки километър“, но тя отказва. Играе образа на Севда в „Снаха“. През 1975 г. се снима в „Сватбите на Йоан Асен“ заедно със Стефан Данаилов, Апостол Карамитев и Коста Цонев. В „Чичо Кръстник“ на режисьора Стефан Димитров партнира отново на Коста Цонев, а също и на Стефан Мавродиев и Катя Паскалева (1988 г.).
От 2003 до 2007 г. е заместник-кмет на Пазарджик от квотата на БСП.
През 2008 г. започва да ръководи своя първи самостоятелен клас по актьорско майсторство в Пловдивския университет „Паисий Хилендарски“ с асистент Михаил Ботевски. През периода 2015 – 2019 г. играе в постановките „Лунатици“ от Кен Лудвиг и „Чаровно лято и неизбежните му там неприятности“ от Максим Горки в Народния театър.
Журналистка в радио „Експрес“. Взима интервю от Тодор Живков през 1994 г. Някогашният държавен глава я посреща със смях – „А, тебе съм те гледал някъде“.
През 2004 г. Гиндева става заместник-кмет на Пазарджик по културните въпроси. Организира кинофестивала „Европа е тук“, с най-нашумелите заглавия на европейското кино.
Виолета Гиндева умира на 72 години след кратко боледуване на 21 април 2019 г. в София.

## Памет
На Виолета Гиндева е наречена улица в квартал „Драгалевци“ в София (Карта).

## Награди и отличия
- Заслужил артист (1977).
- Народен артист (1984).
- Орден „Кирил и Методий“
- II награда за филма Един снимачен ден на МКФ (Карлови Вари,  Чехословакия 1968).
- I награда за ролята на (Катерина) от филма „Иконостасът“ на ФБФ (Варна, 1969).
- I награда (колективна) за филма „Черните ангели“ на МКФ (Карлови Вари,  Чехословакия 1970).
- Специалната награда (колективна) за филма „Черните ангели“ на ФБФ (Варна, 1970).
- III награда „за женска роля“ за ролята на (Едел) от „Червено и кафяво“ на Националния преглед на българската драма и театър (1974).
- Наградата „за екранизация на произведение от литературната ни класика“ за филма „Снаха“ в лицето на режисьора Васил Мирчев на ФБИФ (Варна, 1976).

## Театрални роли
- „Между два изстрела“ (Бистра)– Лора
- „В полите на Витоша“ (Пейо Яворов) – Мила
- „Когато гръм удари“ (Пейо Яворов) – Бистра
- „Крал Лир“ (Уилям Шекспир)
- „Чифликът край границата“
- Дебютира в постановката „Двоен креват за Адам и Eва“ (постановката е спряна)

## Телевизионен театър
- „Нашествие“ – Олга
- „Вампир“ (1970) (Антон Страшимиров) – Вела
- „Ветрилото на лейди Уиндърмиър“ (1988) (Оскар Уайлд)
- „Недоразумението“ (1986) (Албер Камю)
- „Стачката“ (1982) (Кирил Василев) – Люба Ивошевич
- „Сурово време“ (1981) (Стефан Дичев), 2 части – Теофана – Чечи
- „Влияние на гама-лъчите върху лунните невени“ (1980) (Пол Зиндел)
- „Ернани“ (1979) (Виктор Юго)
- „Едно момче ходи по вълните“ (1977) (Михаил Величков)
- „Разпятието“ (1977) (Рангел Игнатов) – Райна княгиня
- „Макбет“ (1977) – лейди Макбет (Уилям Шекспир, реж. Хачо Бояджиев) – 2 части
- „Чуждата жена и мъжът под кревата“ (сц. Асен Траянов по едноименния разказ на Фьодор Достоевски, реж. Мирослав Стоянов)
- „Светът е малък“ (1968) (Иван Радоев) – Яна
- „Две тъжни истории за любовта“ (по Антон Павлович Чехов) – Вера Гавриловна Кузнецова

## Филмография
| Година      | Филми и сериали                    | Серии | Копродукции | Роля |
| ----------- | ---------------------------------- | ----- | ----------- | --- |
| 2006        | Време за жени                      |       |             | |
| 2004        | Без семейна прилика                | 2 ч.  |             | Надя |
| 2003        | Крака за милиони                   |       |             | Силви |
| ?           | При другарите на татко             |       |             | майката |
| 1991 – 1992 | Любовниците                        | 8     |             | Вера, съдържателка на кафене (в 1-ва серия: „Първи сняг“)                                                                              |
| 1984        | Златният век                       | 11    |             | болярката, жената на болярина Михаил (в 9-а серия)                                                                                     |
| 1983        | Прадеди и правнуци. Каменно гнездо | 5     |             | болярката Гълъбина, съруга на Станко Кусам                                                                                             |
| 1981        | Игра с огъня                       |       |             | майката |
| 1980        | Приключенията на Авакум Захов      | 6     |             | Ирина Теофилова, секретарката на Рашков (в 3 серия)                                                                                    |
| 1980        | Юмруци в пръстта                   |       |             | Мария |
| 1979        | Мартин Идън                        |       |             | Рут |
| 1976        | Снаха                              |       |             | Севда |
| 1975        | Сватбите на Йоан Асен              | 2     |             | Ирина Комнина, дъщеря на Теодор Комнин и Мария Петралифина, българска царица, съпруга на цар Йоан Асен II, майка на цар Михаил II Асен |
| 1974        | Заземление                         |       |             | Ирина, жената на Кирил |
| 1974        | Спомен                             |       |             | Мила |
| 1973        | Последна проверка                  | 12    |             | Катя Илиева |
| 1973        | Дъщерите на началника              | 2     |             | Кита |
| 1972        | Чертичката                         |       |             | момичето |
| 1971        | Демонът на империята               | 10    |             | Софи |
| 1971        | Във влака                          |       |             | бременната |
| 1970        | Черните ангели                     | 2     |             | Искра |
| 1970        | Князът                             |       |             | Мария, жената на Светослав |
| 1969        | Иконостасът                        |       |             | Катерина |
| 1968        | Един снимачен ден (тв)             |       |             | момичето |
| 1967        | Отклонение                         |       |             | |